# Brett Aitken
Brett Aitken OAM (* 25. Januar 1971 in Adelaide) ist ein ehemaliger australischer Bahn- und Straßenradrennfahrer.

## Sportlicher Werdegang
Brett Aitken gewann bei den Bahnradsport-Weltmeisterschaften 1990 und 1991 mit der australischen Nationalmannschaft jeweils die Bronzemedaille in der Mannschaftsverfolgung. Bei den Olympischen Sommerspielen 1992 in Barcelona gewann er die Silbermedaille in der Mannschaftsverfolgung. 1993 wurde er dann Weltmeister in der Mannschaftsverfolgung, und ein Jahr später gewann er seine dritte Bronzemedaille. Bei den Olympischen Spielen 1996 gewann er auch Bronze. Im Jahr 2000 wurde Aitken australischer Meister im Scratch sowie im Kriterium und Olympiasieger im Madison mit Scott McGrory. 1994 gewann er das Punktefahren bei den Commonwealth Games. Den Titel im Kriterium hatte er bereits 1995 gewonnen.
Auf der Straße gewann Aitken 1997 die Tour of Somerville, 1998 zwei Etappen bei der Geelong Bay Classic Series und konnte so auch die Gesamtwertung für sich entscheiden. Dasselbe gelang ihm auch im Jahr 2000. Ein Jahr später war er bei dem Eintagesrennen Colac Otway Classic erfolgreich und 2002 gewann er eine Etappe bei der Geelong Bay Classic Series und zwei Etappen bei der Tour of Tasmania. In der Saison 2003 fuhr Aitken für das Giant Asia Racing Team, wo er den Great Grampians Little Dessert Classic, eine Etappe bei der Geelong Bay Classic Series und drei Teilstücke der Tour of Sunraysia gewann. 2006 bis 2009 stand Aitken bei dem australischen Continental Team Savings & Loans unter Vertrag. In seinem ersten Jahr dort gewann er eine Etappe bei der Top End Tour und er war auf drei Teilstücken der Tour of the Murray River erfolgreich. 2007 gewann er dort wieder eine Etappe und eine bei der Tour of Tasmania. Im letzten Jahr seiner Karriere gewann er eine Etappe der Bay Cycling Classic.

## Ehrungen
Für seine Verdienste um den Sport als Goldmedaillengewinner bei den Olympischen Spielen 2000 in Sydney wurde er 2001 mit der Medaille des Order of Australia ausgezeichnet. Im gleichen Jahr erhielt er die Centenary Medal. 2019 wurde Aitken in die Cycling Australia Hall of Fame aufgenommen.